# Habrodon
Habrodon là một chi rêu trong họ Leskeaceae.